# Königlich Bayerisches 4. Feldartillerie-Regiment „König“

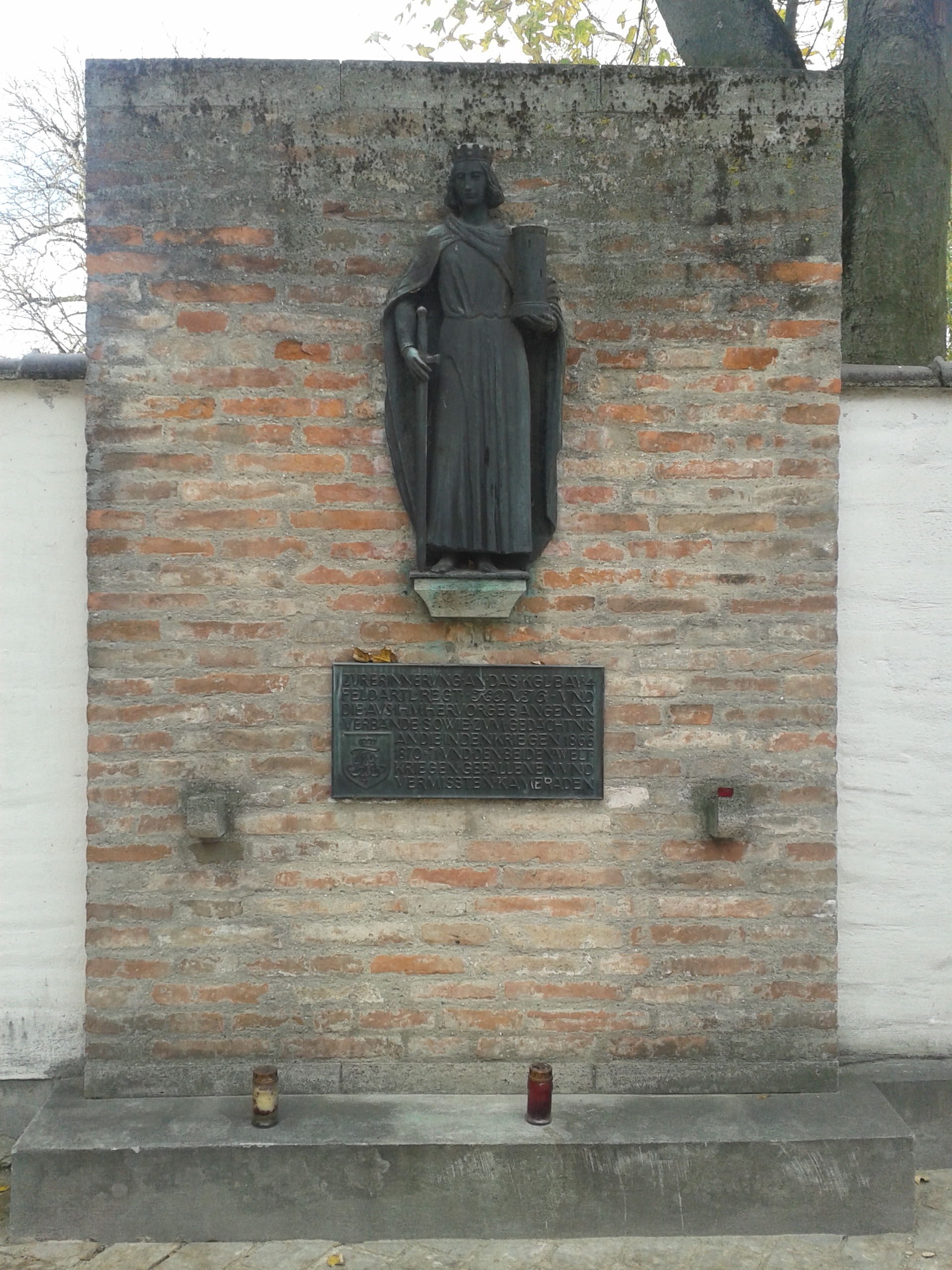
Barbara-Denkmal bei St. Ulrich und Afra in Augsburg anläßlich des 100. Geburtstag.

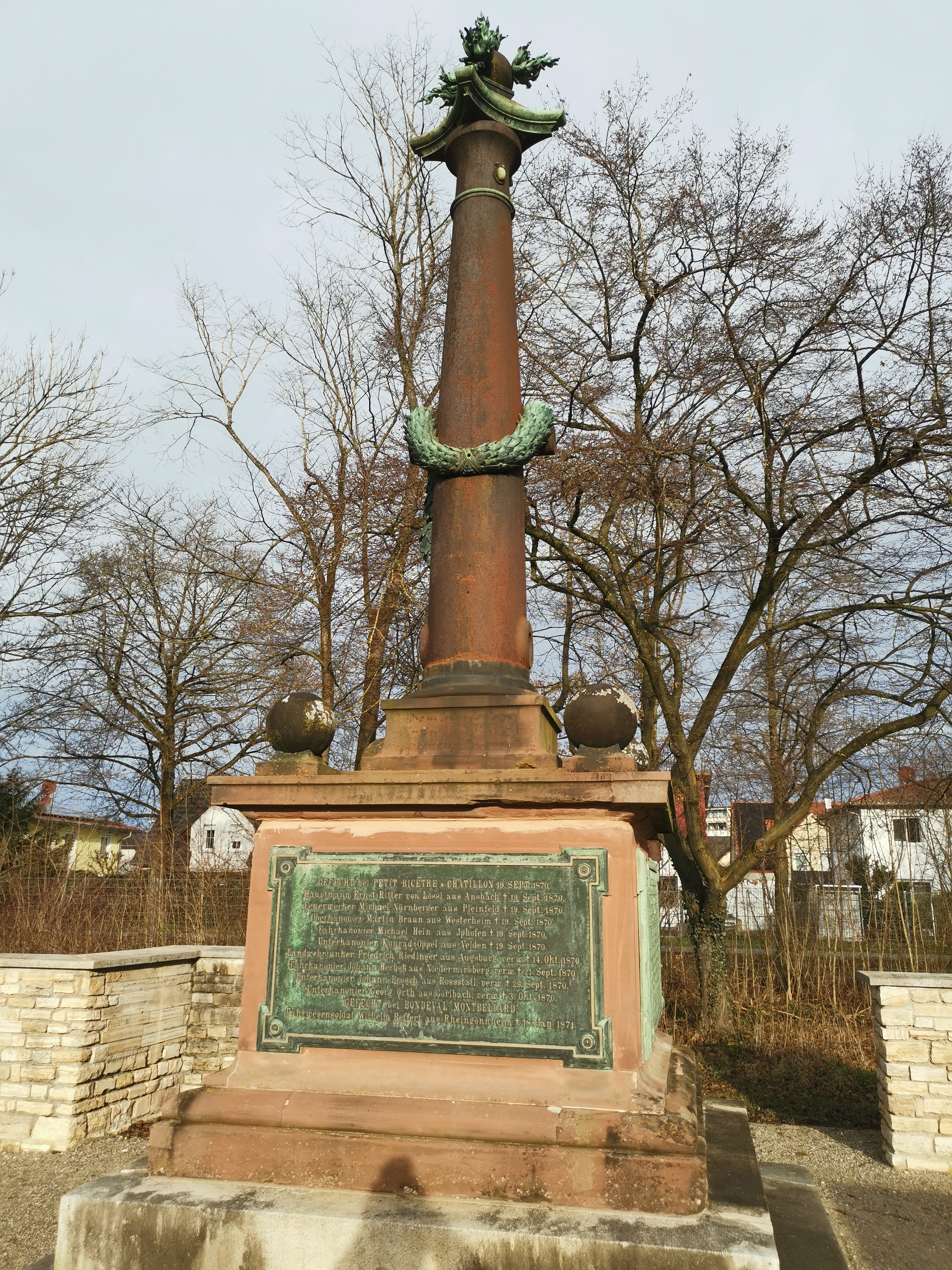
Denkmal auf dem Westfriedhof Augsburg.

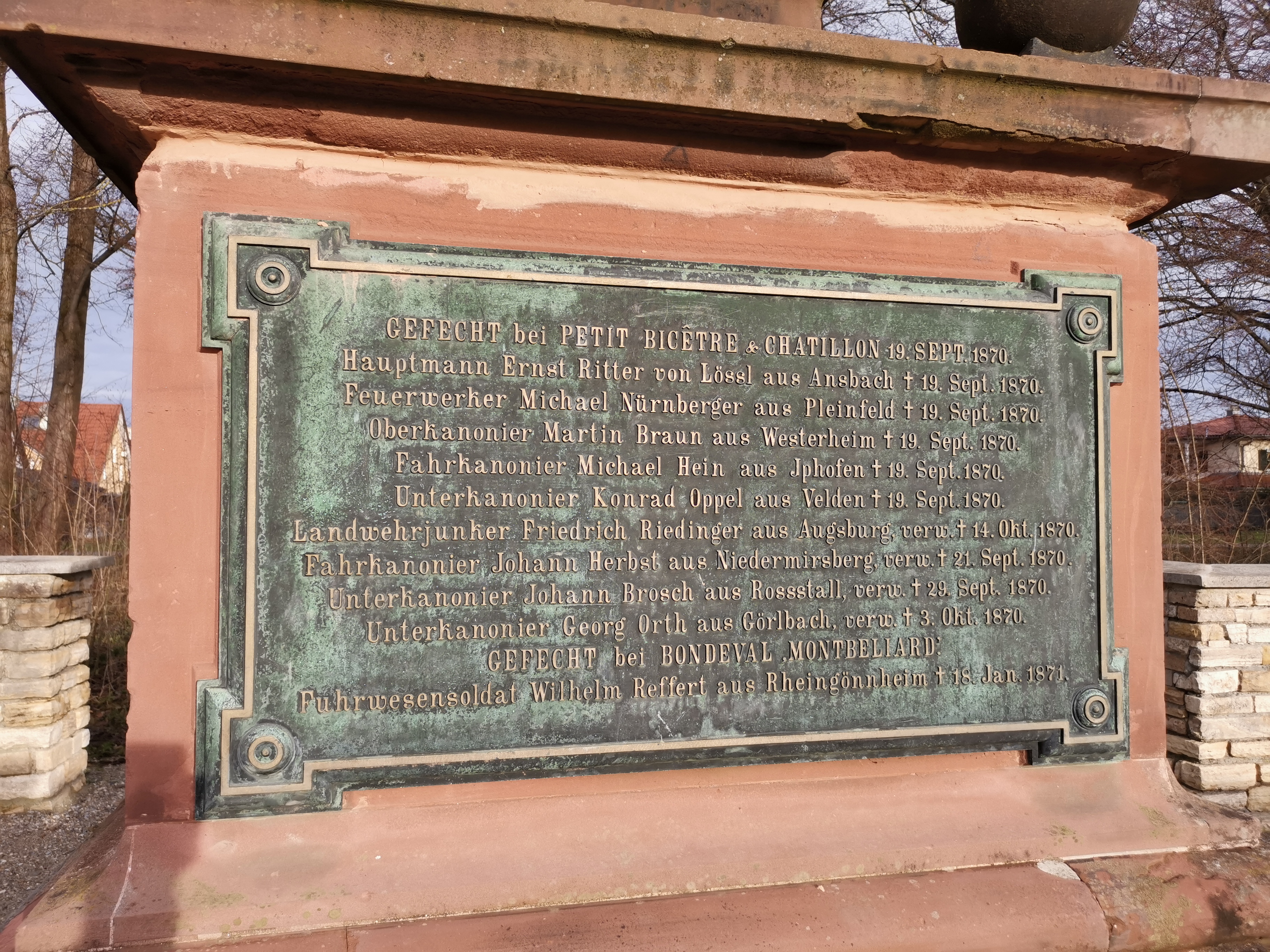
Details Denkmal Westfriedhof Augsburg

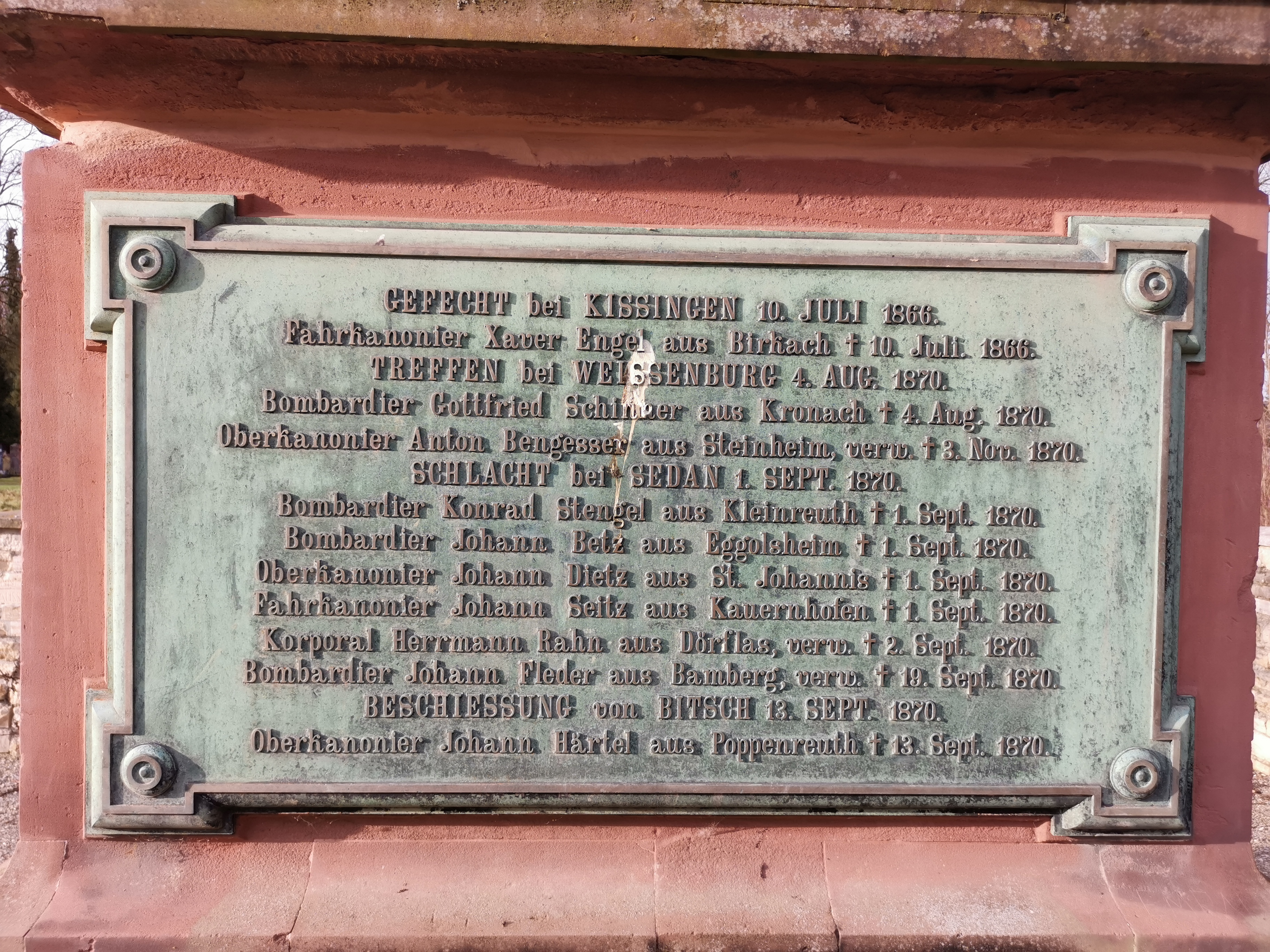
Namen und Orte auf einer Bronzetafel

Das 4. Feldartillerie-Regiment „König“ war ein Artillerieregiment der Bayerischen Armee.

## Geschichte
Am 30. März 1859 wurde der Verband durch die Abgabe von je sechs Batterien des 1. und 2. Artillerie-Regiments in Augsburg gebildet. Es gliederte sich zu vier Feld- und acht Fuß-Batterien. 1867 wurden die Feld-Batterien auf sechs Geschütze erweitert und im Jahr darauf formierte es sich auf acht Feld- und fünf Fuß-Batterien sowie einer Fuhrwesen-Eskadron. Ab 1. Oktober 1901 gliederte sich das Regiment in zwei Abteilungen zu drei Batterien sowie zwei Fahrenden Batterien.
Erster Regimentsinhaber war ab 12. Oktober 1867 König Ludwig II. von Bayern. Das Regiment erhielt daher ab diesem Zeitpunkt den Zusatz „König“. Mit dem Tod Ludwig II. ging die Inhaberschaft auf seinen Nachfolger über.
Zusammen mit dem 9. Feldartillerie-Regiment bildete es seit Oktober 1901 die 2. Feldartillerie-Brigade.

### Deutscher Krieg
Während des Kriegs gegen Preußen kam das Regiment im Mainfeldzug zum Einsatz.

### Deutsch-Französischer Krieg
Im Deutsch-Französischen Krieg nahm das Regiment an den Schlachten bei Weißenburg, Wörth, Sedan, Loigny und Poupry sowie Beaugency teil. Außerdem wirkte es bei der Einschließung von Bitsch, der Einschließung und Belagerung von Paris und der Belagerung von Belfort.

### Erster Weltkrieg
Zu Beginn des Ersten Weltkriegs machte das Regiment am 2. August 1914 mobil. Im Verbund mit der 2. Infanterie-Division nahm es zunächst an den Grenzgefechten und der Schlacht in Lothringen teil, kämpfte bei Nancy-Épinal und ging ab Oktober 1914 in den Stellungskrieg an der Somme über. Ein Jahr später lag es in Flandern und im Artois, machte von Mai bis Juli 1916 die Schlacht um Verdun sowie im Oktober/November 1916 die Schlacht an der Somme mit. Anschließend ging es zwischen Maas und Mosel wieder in den Stellungskrieg und zum 16. April 1917 wurde das Regiment der Heeresfeldartillerie direkt unterstellt, bei der es sich bis zum Waffenstillstand befand.

### Verbleib
Nach Kriegsende marschierte die Reste des Regiments in die Garnison nach Augsburg zurück, wo ab 16. Dezember 1918 die Demobilisierung erfolgte. Aus Teilen bildeten sich verschiedene Freiformationen. So die vier Volkswehr- bzw. Freiwilligen-Batterien Laux, Jodl, Fahrmbacher und Hegemann. Nach der Bildung der Vorläufigen Reichswehr gingen diese Einheiten im Reichswehr-Artillerie-Regiment 22 auf.
Die Tradition übernahm in der Reichswehr durch Erlass des Chefs der Heeresleitung General der Infanterie Hans von Seeckt vom 24. August 1921 die 4. Batterie des 7. (Bayerisches) Artillerie-Regiments in Landsberg am Lech. In der Wehrmacht wurde die Tradition durch das Artillerieregiment 27 in Augsburg fortgeführt.

## Regimentsinhaber
| Dienstgrad | Name                   | Datum                                    |
| ---------- | ---------------------- | ---------------------------------------- |
|            | Ludwig II. von Bayern  | 12. Oktober 1867 bis 13. Juni 1886       |
|            | Otto von Bayern        | 13. Juni 1886 bis 4. November 1913       |
|            | Ludwig III. von Bayern | 05. November 1913 bis Ende Dezember 1918 |

## Kommandeure
Bis 1872 führten die Kommandeure die Bezeichnung Oberstkommandant.

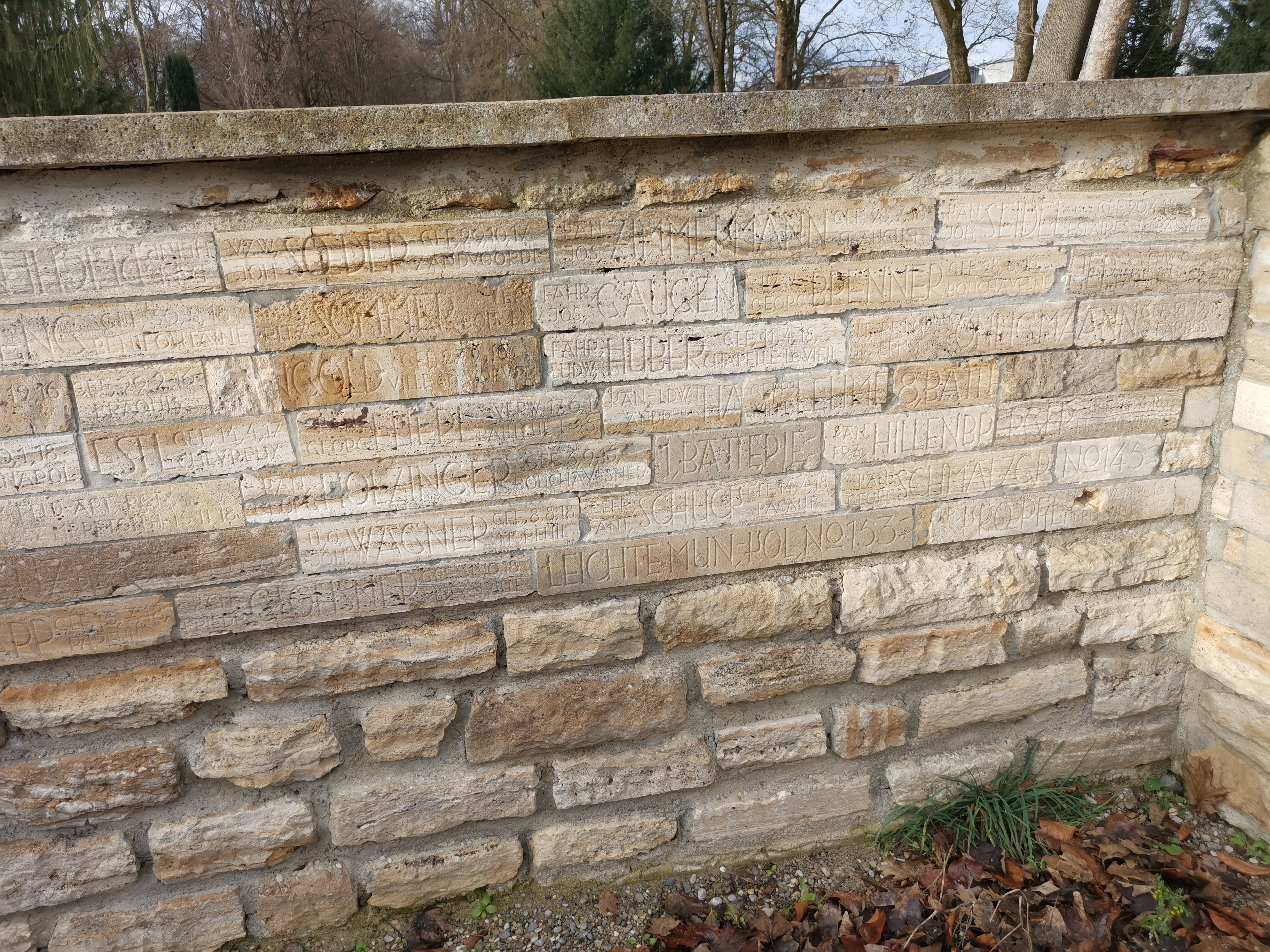
Namen aus dem Ersten Weltkrieg auf einer Steinmauer.

| Dienstgrad                  | Name                            | Datum                                     |
| --------------------------- | ------------------------------- | ----------------------------------------- |
|                             | Maximilian Herdegen             | 06. April 1859 bis 10. Januar 1865        |
|                             | Franz Rosenstengel              | 11. Januar 1865 bis 17. Juni 1866         |
|                             | Nepomuk Müller von Gnadenegg    | 18. Juni 1866 bis 31. März 1872           |
|                             | Hugo von der Tann-Rathsamhausen | 01. April 1872 bis 3. Dezember 1874       |
| Oberst                      | Ludwig von Mussinan             | 04. Dezember 1874 bis 1. November 1882    |
|                             | Matthäus Schmauß                | 02. November 1882 bis 16. November 1887   |
| Oberstleutnant/Oberst       | Maximilian von Linprun          | 17. November 1887 bis 24. September 1889  |
| Oberstleutnant/Oberst       | Bernhard Seuffert               | 25. September 1889 bis 26. Juli 1893      |
|                             | Joseph Mahler                   | 27. Juli 1893 bis 11. Mai 1896            |
| Oberst                      | Friedrich Pflaum                | 12. Mai 1896 bis 26. Juli 1899            |
| Oberst                      | Arthur Straßner                 | 27. September 1899 bis 12. September 1901 |
| Oberstleutnant/Oberst       | Edwin von Rauscher auf Weeg     | 13. September 1901 bis 8. März 1904       |
| Oberstleutnant/Oberst       | Gustav Scanzoni von Lichtenfels | 09. März 1904 bis 18. Mai 1906            |
| Major/Oberstleutnant        | Hermann von Stein               | 25. Mai 1906 bis 28. April 1908           |
| Major/Oberstleutnant/Oberst | Ferdinand Jodl                  | 28. April 1908 bis 23. Juli 1911          |
| Oberstleutnant/Oberst       | Gustav von Safferling           | 24. Juli 1911 bis 25. September 1914      |
| Oberst                      | Georg Röck                      | 07. Oktober 1914 bis 25. Februar 1917     |
| Major                       | Justin Meyer                    | 26. Februar 1917 bis 27. Juli 1918        |
| Major                       | Heinrich Uhl                    | 28. Juli bis 17. Dezember 1918            |